# Йелоунайф (племе)
Йелоунайф (на английски: Yellowknives) е северноамериканско индианско племе, говорещо език на Атабаското езиково семейство. Известни са също и като Купър индианците (медните индианци) и Реднайф. Самите те се наричат Т’атсаот’ине. Подгрупа на чипеуян, с които споделят еднакъв език и култура. Традиционната им родина се простира на север и североизток от Голямото робско езеро, главно около река Йелоунайф и залива Йелоунайф, по река Копърмайн, достигайки на североизток до Бак Ривър и на изток до река Телон. Водели номадски начин на живот, следвайки стадата карибу.
През 1770 г. се срещат с експедицията на Самюел Харни. През 1830 г. са почти унищожени от догриб. Оцелелите се разпръсват на юг от Голямото робско езеро и постепенно се смесват с някои групи на догриб и чипеуян. Оттук насетне тези смесени групи се разглеждат като самостоятелно племе. Йелоунайф са една от петте основни групи на Акаичо Дене първа нация. През 2012 г. членовете на племето наброяват 1439 души. Днес двете основни общности на йелоунайф са Детта и Н’дило близо до Голямото робско езеро.